# Karmel v Betlémě
Karmel v Betlémě je podvojný klášter bosých karmelitek a karmelitánů se sídlem na Davidově hoře v Betlémě v Palestině, který na území tehdy ovládaném osmanskými Turky v roce 1875 založila kongregace v čele se sponzorkou Berthou Dartigauxovou, z iniciativy arabské řeholnice Mariam Bouardyové, která tam o dva roky později zemřela a je pohřbena.

## Historie

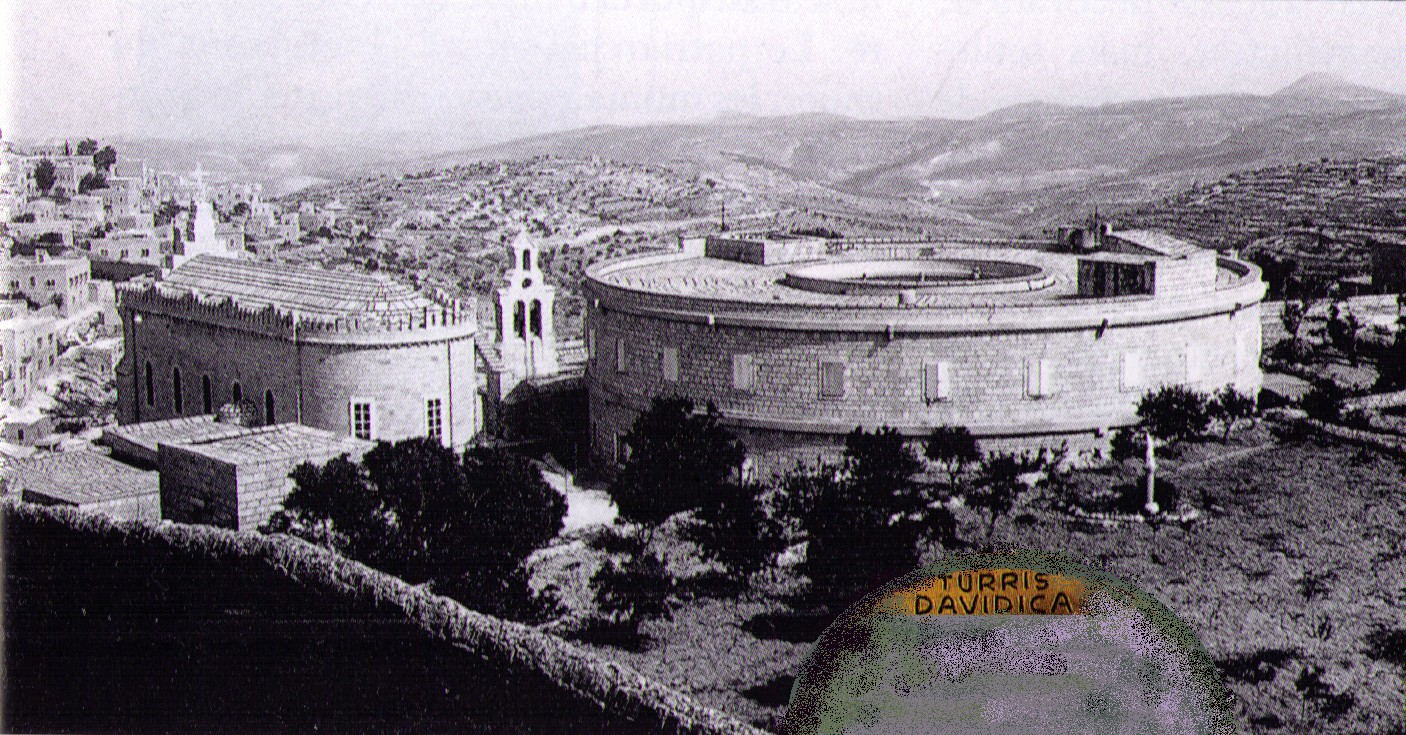
Klášter s kostelem kolem roku 1900

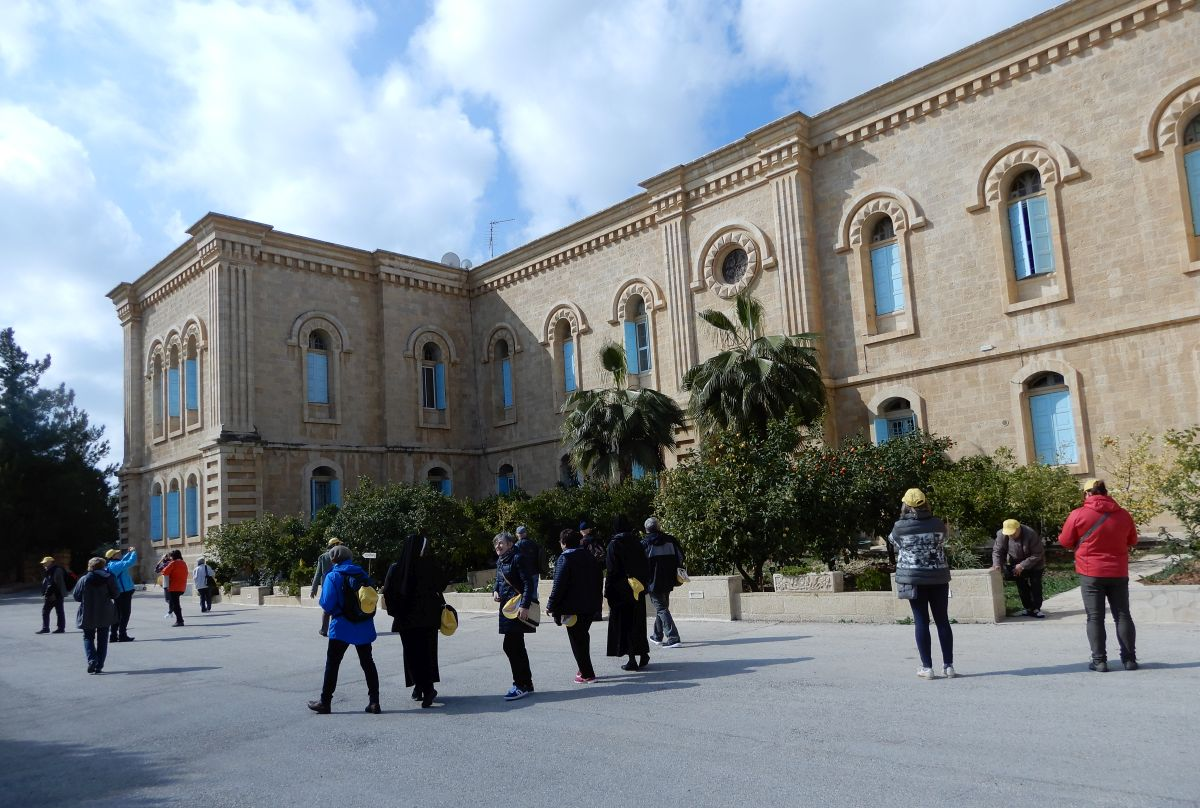
Karmel v Betlémě – budova konventu

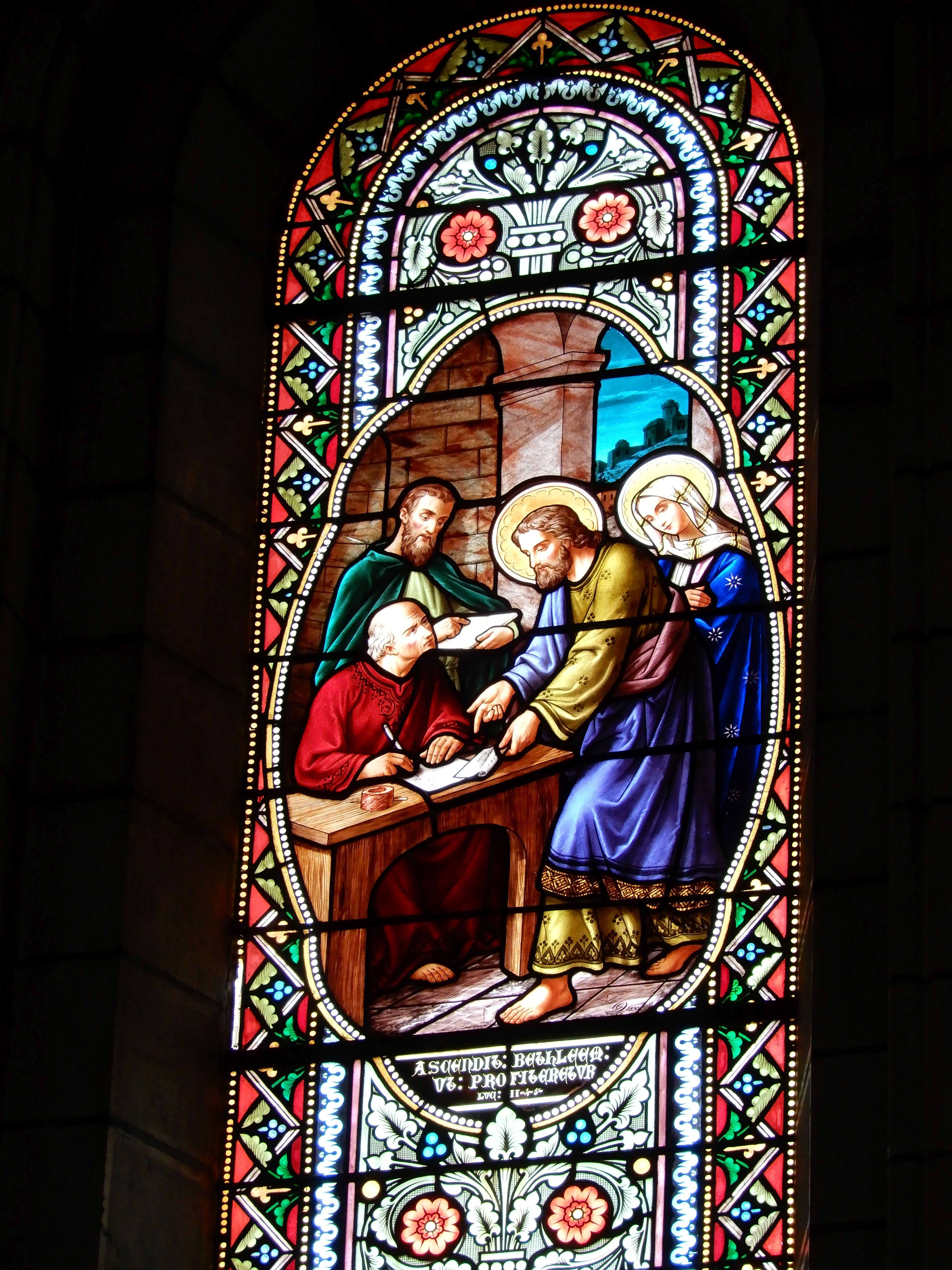
Sklomalba v kostele: sv. Josef a Panna Maria při sčítání obyvatel v Betlémě

Po návratu z nevydařené misie do Indie usilovala původem arabská řeholnice Mariam Baouardy ve francouzském mateřském klášteře v Pau o založení kláštera v rodné Palestině. Pro svou ideu našla movité francouzské sponzory i spolupracovníky. Jeruzalémský patriarcha římskokatolické církve v Palestině však administrativní proces nového kláštera odmítl schválit, právem se obával omezení svých pravomocí cizí kongregací karmelitánů. Proti se vyslovila také Kongregace pro šíření víry. Papež Pius IX. palestinskou aktivitu přivítal, protože vyhovovala jeho programu rozšiřování misií římsko-katolické církve v muslimském světě. Společenství zakladatelů, v čele se sponzorkou Berthou Dartigauxovou, které 17. srpna 1875 opustilo Pau, tvořilo dále sedm sester profesek, jedna novicka a dvě laické sestry. Po příchodu do Betléma 11. září 1875 se jejich prvním působištěm stal františkánský klášter Casa Nova na návrší při kostele Narození Páně. Základní kámen kláštera byl položen 24. března 1876. Sestra Mariam se podílela na řízení stavby. Původně skromný konvent pro 12 sester byl otevřen 21. listopadu 1876, kostel sv. Josefa byl dostavěn roku 1892, stavba kruhového konventu byla dokončena po něm, stejně jako dům pro poutníky. Další prostory byly přistavovány během 20.–70. let 20. století.
Sestra Mariam Baouardyová zemřela 26. srpna 1878, těsně po vysvěcení první kaple, v níž byla pohřbena. V kostele sv. Josefa byla asi roku 1880 vztyčena její socha a vystavena relikviářová truhlička s ostatky. V souvislosti s procesem postulace byla roku 1927 v kostele osazena socha světice v životní velikosti a před rokem 1980 do kostela instalován osvětlený skleněný poklop s relikviářovou truhličkou, také zpřístupněna zrekonstruovaná cela s autentickými osobními předměty Mariam. Papež Jan Pavel II. řeholnici blahořečil dne 13. listopadu 1983, papež František ji 17. května 2015 svatořečil.

## Stavby
Výhodný pozemek na dominantním návrší naproti poutnímu kostelu Narození Páně se kongregaci podařilo získat díky v té době nezastavěnému území Davidovy hory. Kamenitý pahorek nepřicházel v úvahu pro zemědělské využití, ale vázala se k němu tradice, podle které zde v jeskyni prorok Samuel pomazal Davida na krále. Nad touto jeskyní měl být situován hlavní oltář klášterního kostela a v jeskyni je současná hrobka řeholnic. Architektonický návrh jednolodního kostela sv. Josefa s výklenkovými kaplemi, bočními emporami a s okrouhlým závěrem vytvořil francouzský architekt Alcide Boutaud (1824–1929) z Poitiers. Stavba začala roku 1888 a byla vysvěcena 19. listopadu 1892. Kostel má typické rysy francouzské románsko-gotické architektury a v kontextu soudobých palestinských chrámových staveb patří k nejzdařilejším. Sklomalby do chrámu dodal francouzský výtvarník - sklomalíř Gustav–Pierre Dagrand (1839–1915) z Bordeaux a jeho ateliér roku 1898.
Od roku 1878 byl přistavěn ještě mužský klášter Otců bosých karmelitánů Nejsvětějšího srdce Ježíšova.

## Současnost
V současné době podvojný klášter ovládá celé návrší (pozemky přikupoval postupně), je obklopen zahradou a obehnán zdmi. Provozuje kromě domu pro poutníky také klášterní muzeum a klášterní obchod s devocionáliemi a suvenýry. Řeholnice se věnují modlitbám, adoraci, kontemplaci, ručním pracím a starají se o zahradu.

## Galerie

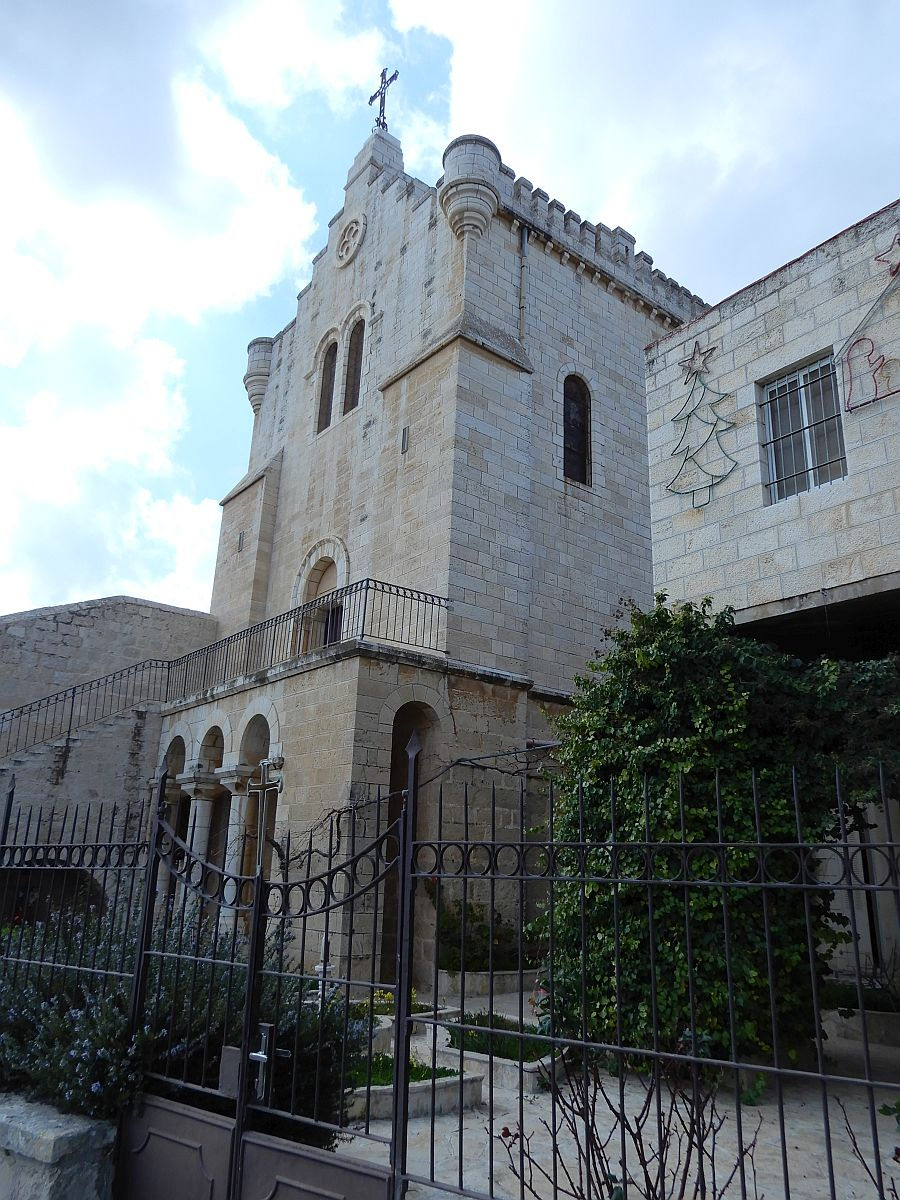
Průčelí kostela sv. Josefa
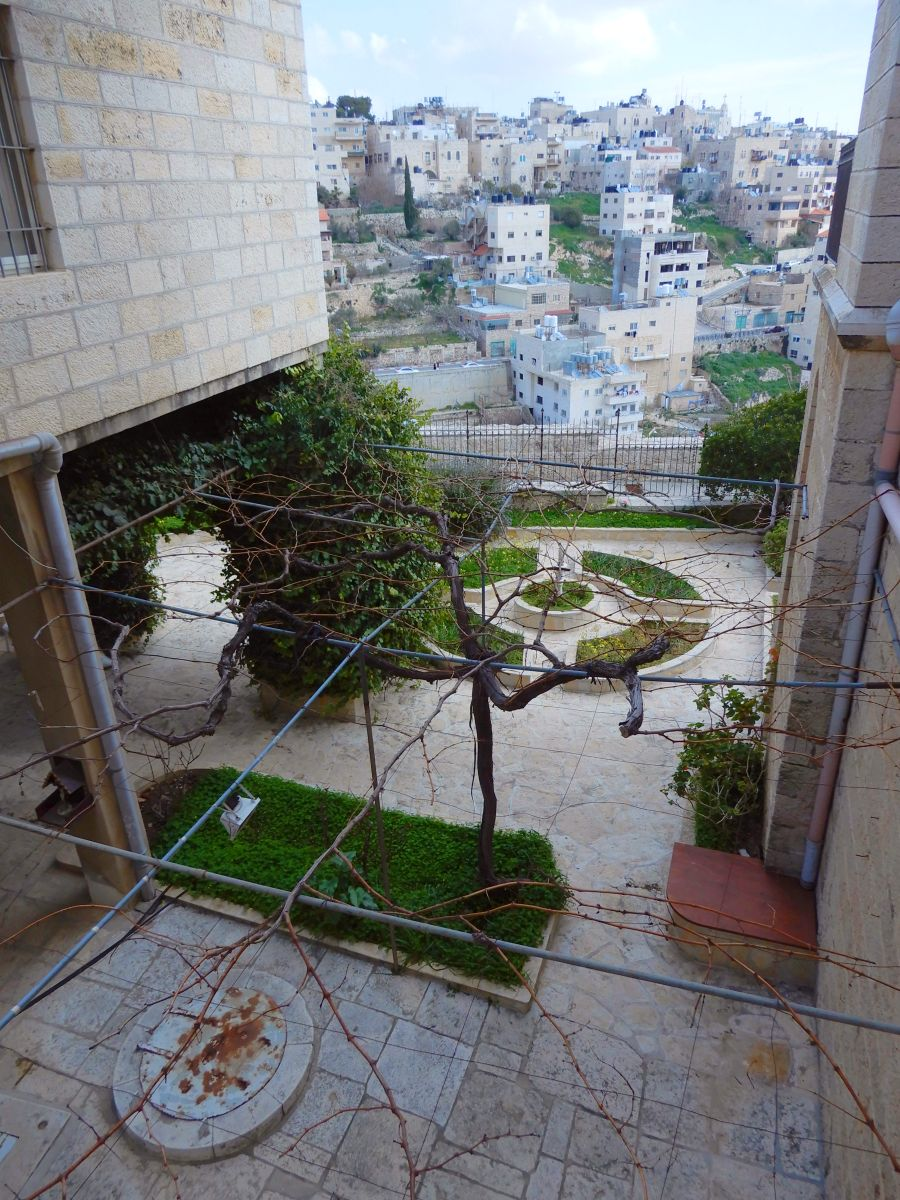
Dvůr Karmelu
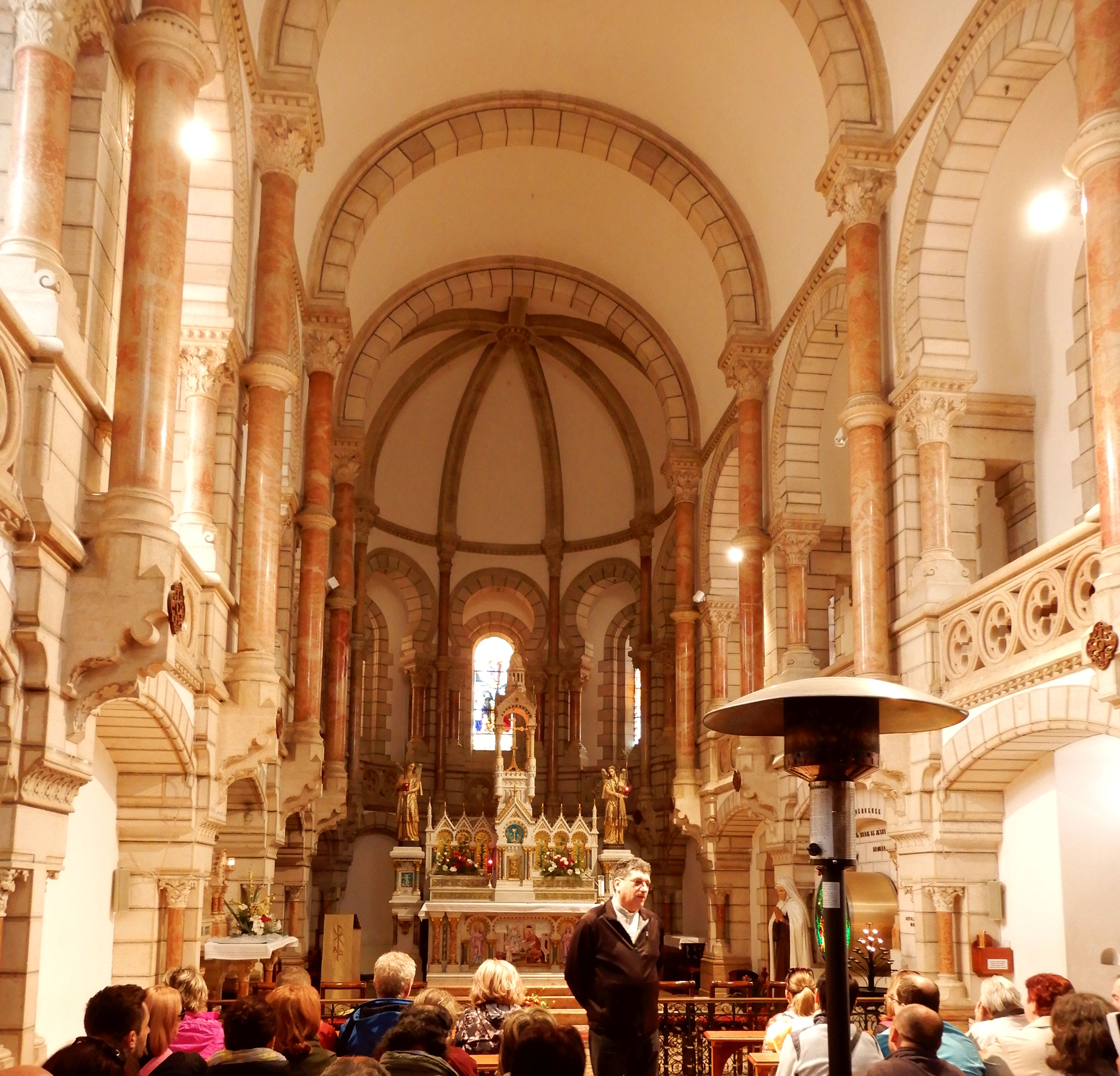
Kostel (2019)
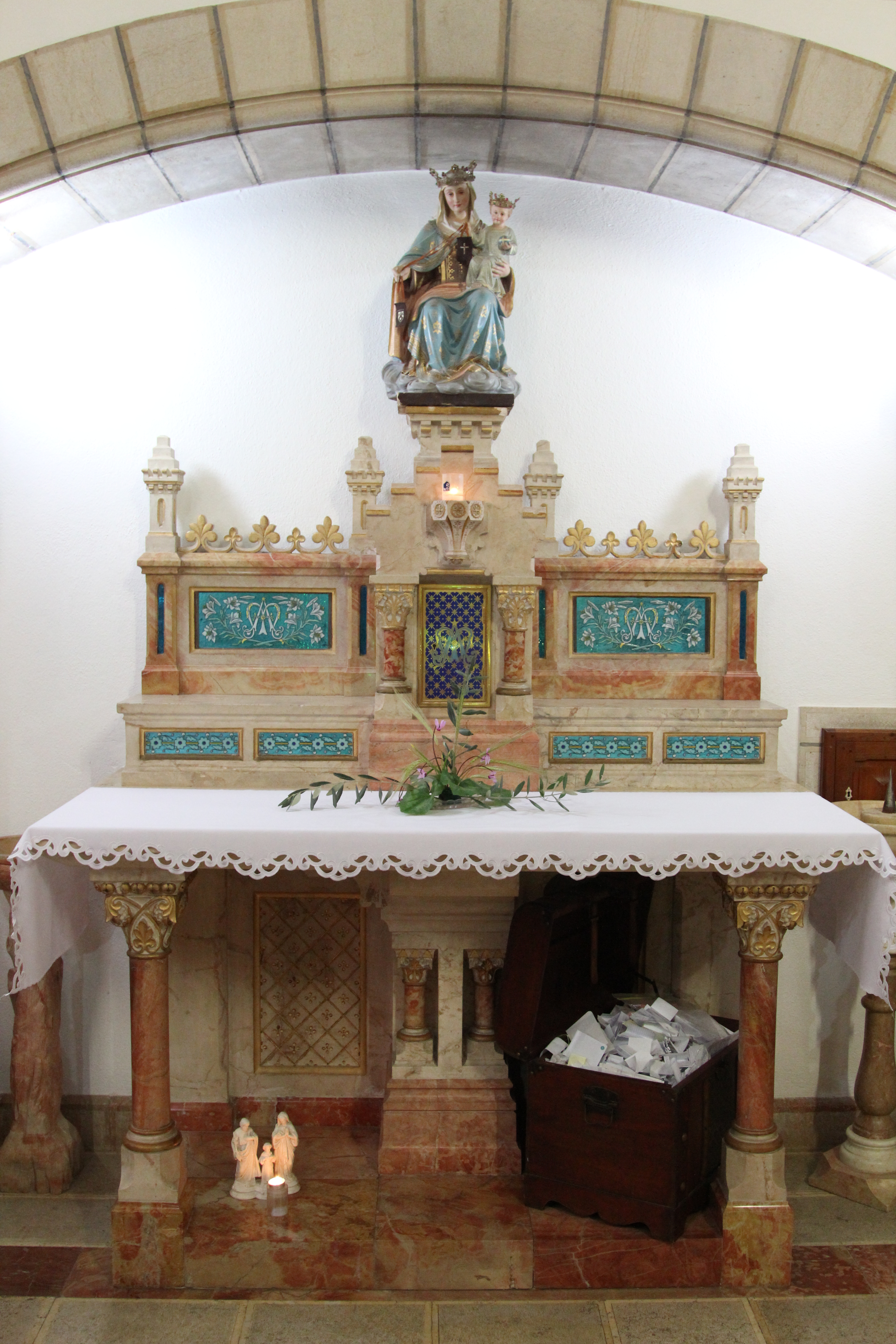
Boční oltář kostela
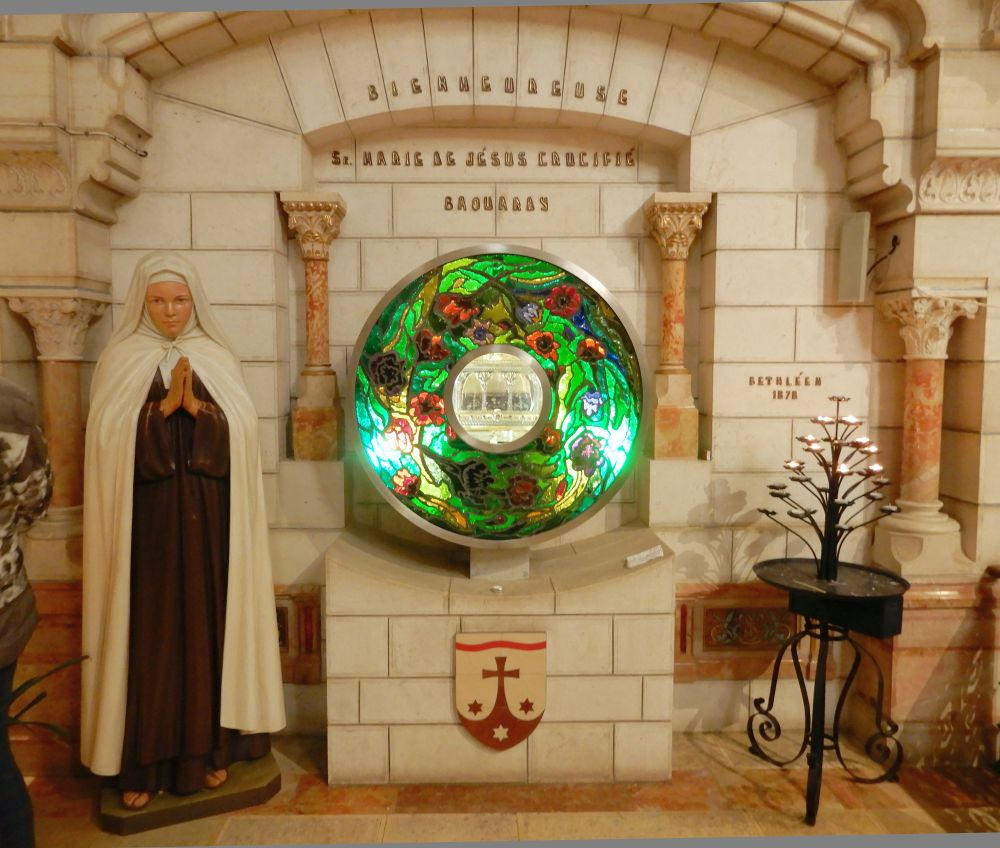
Socha a hrob Mariam Baouardyové
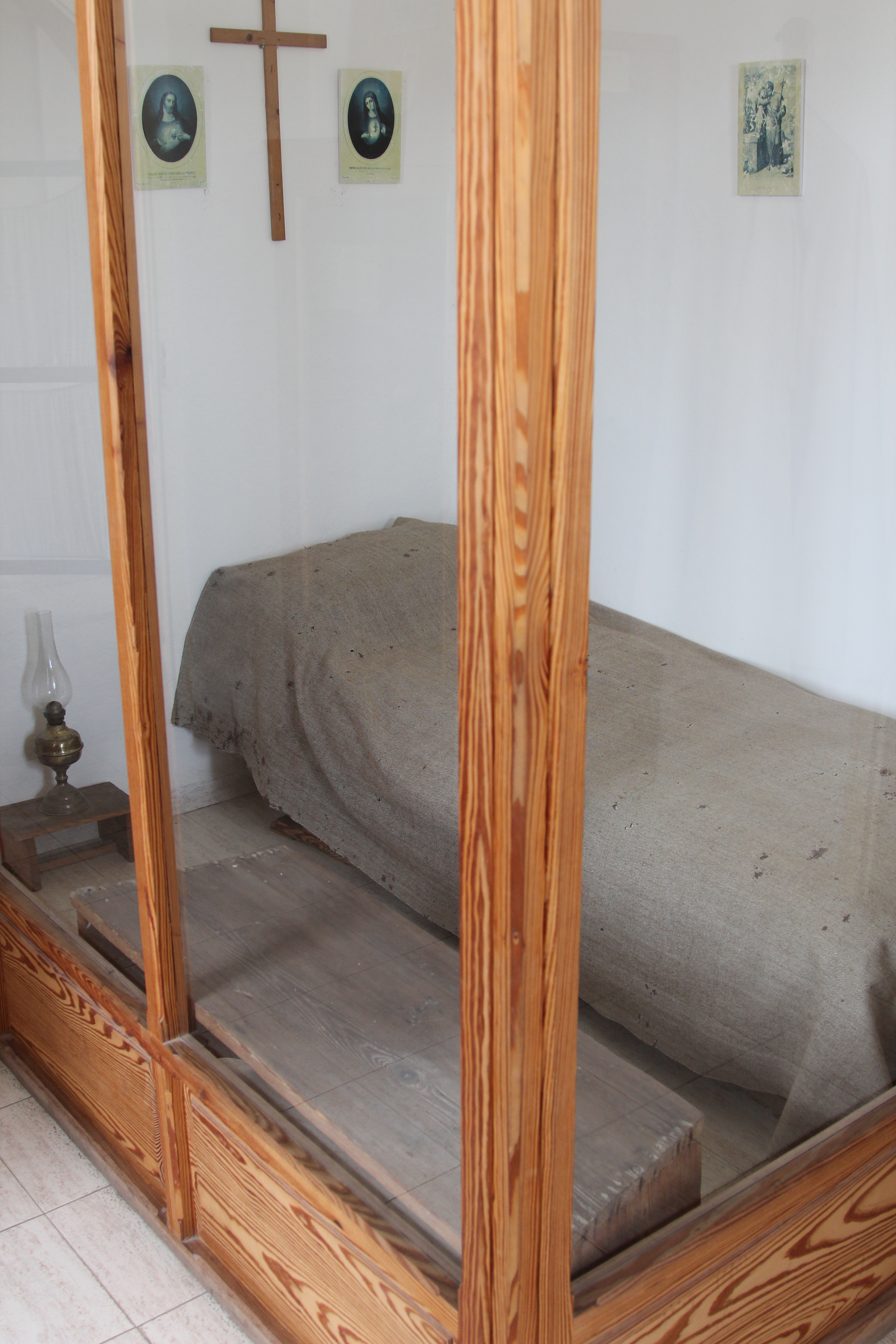
Cela Mariam Baouardyové
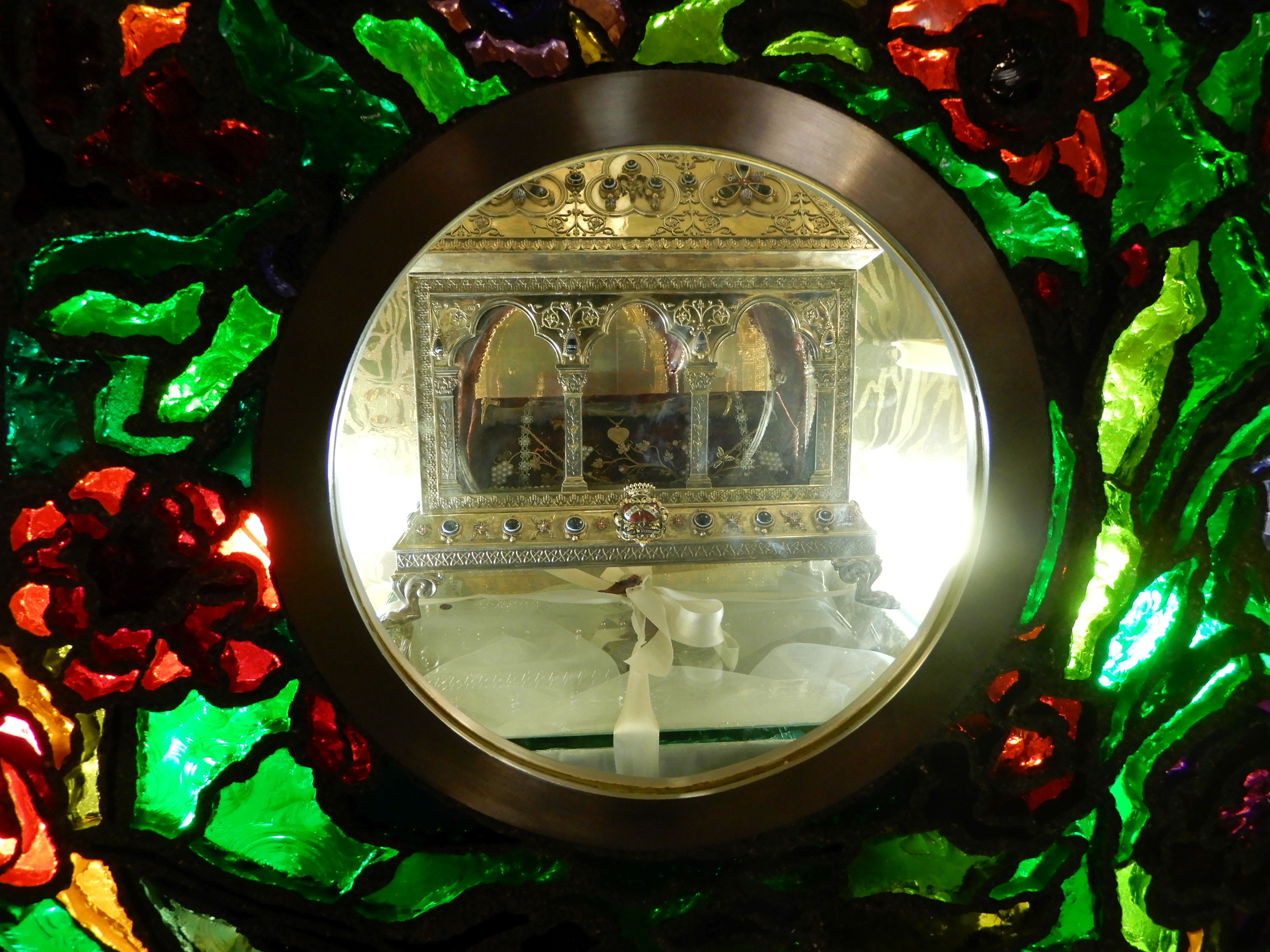
Relikviář Mariam Baouardyové
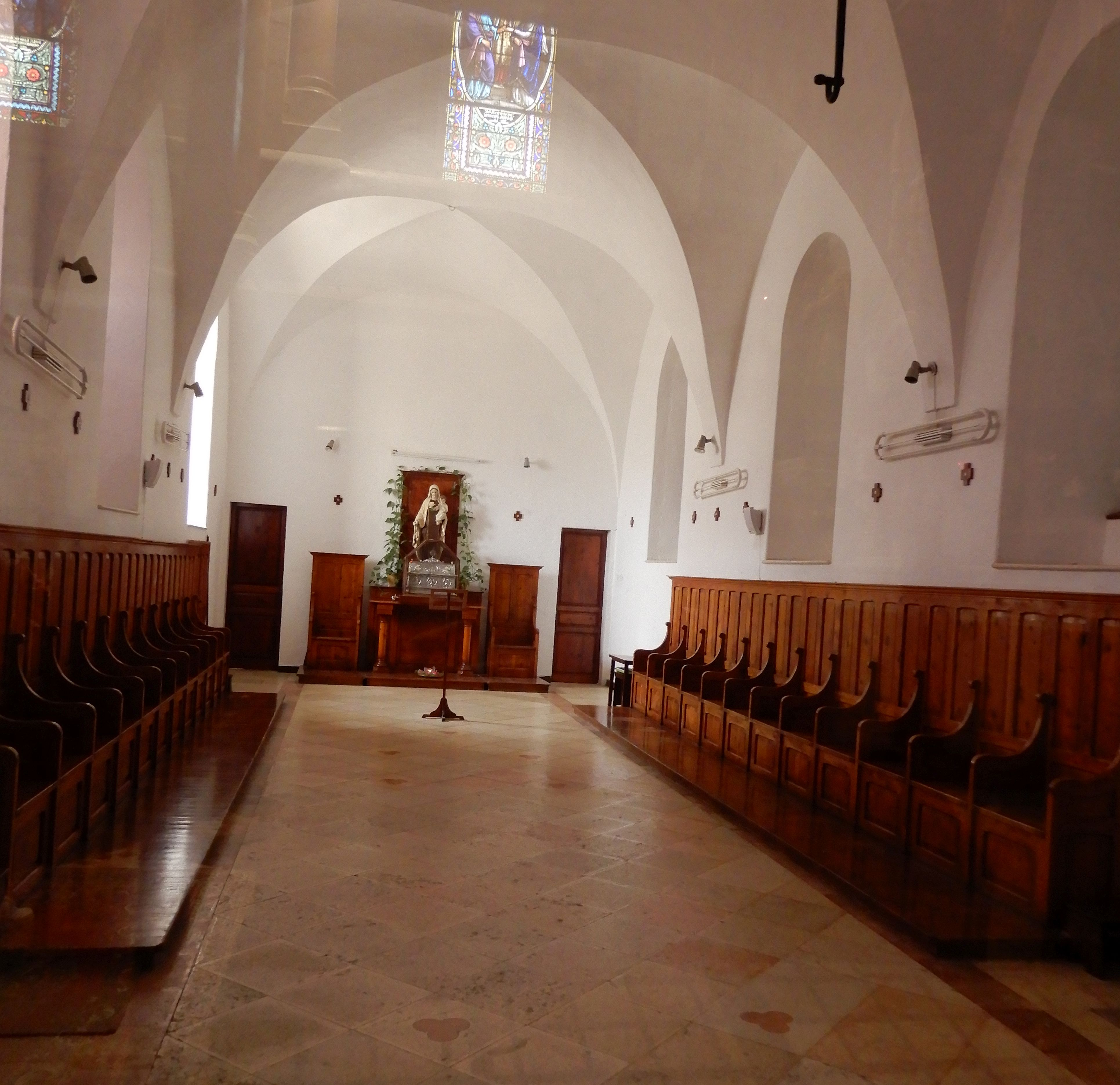
Mariánská kaple sester